# Conus marielea
Conus marielea é uma espécie de gastrópode do gênero Conus, pertencente a família Conidae.